# Benigno de Armagh

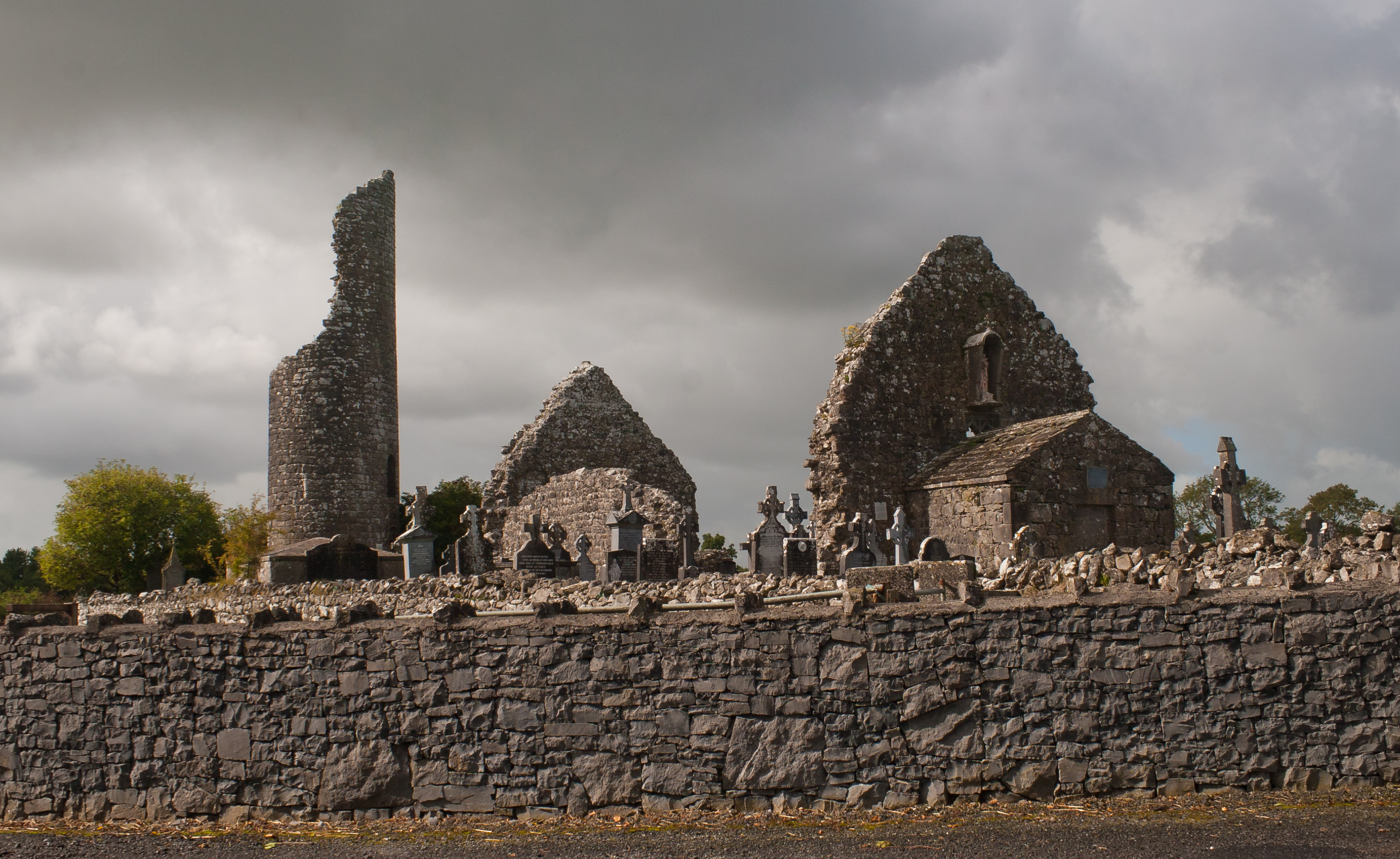
Su fundación de Kilbennan en Galway oriental, cerca de Tuam, le hizo el patrón de Connacht.

San Benigno de Armagh (f. 467) fue hijo de Sesenen, un gobernante irlandés en la parte que ahora es el Condado de Meath. Fue bautizado a la fe cristiana por San Patricio, convirtiéndose en su discípulo favorito y obispo coadjutor en la Diócesis de Armagh alrededor de 450. Su talante suave sugirió el nombre Benen, que fue latinizado como Benigno.
Siguió a su maestro en sus viajes y le asistió en sus trabajos misioneros, ayudando en la formación de servicios corales. Su familia pudo haber pertenecido al orden bárdico. Por sus logros musicales fue conocido como "el cantor de salmos de Patricio". Ya que Benigno había sido educado por Patricio en el conocimiento sagrado desde su juventud y conocía también el lenguaje y la enseñanza de su tierra nativa, fue nombrado secretario de la Comisión de Nueve, que unos cuantos años antes había recibido el encargo de compilar las Leyes Brehon.
Se dice que Benigno contribuyó con materiales en el Salterio de Cashel, y el Libro de Derechos. Sucedió al sobrino de Patricio, Sechnall como coadjutor y fue el primer rector de la Escuela Catedralicia de Armagh.
Asistió al sínodo que aprobó el canon reconociendo "la Sede del Apóstol Pedro" como el tribunal final de apelaciones en casos difíciles. Este canon puede ser encontrado en el Libro de Armagh. San Benigno dimitió de su cargo de coadjutor en 467 y murió el mismo año. Su fiesta se celebra el 9 de noviembre.
En 433, Patricio se enfrentó al rey Laoghaire en Tara sobre religión. La leyenda cuenta que se propuso un juicio por fuego. Benigno y un druida pagano fueron atados dentro de una construcción de madera en llamas. El druida fue reducido a cenizas, mientras que Benigno resultó indemne. A partir de ese momento, se permitió la enseñanza del cristianismo.
La mayoría de autoridades identifican al cantor de salmos de Patricio con el San Benigno que fundó Kilbannon, cerca de Tuam. Aun así, las recopilaciones de Tirechán en el Libro de Armagh afirman que San Benigno de Kilbannon era hijo de Lugni de Connaught. San Benigno de Kilbannon tuvo un famoso monasterio, donde San Jarlath fue educado, y presidió Drumlease. Su hermana Mathona sirvió como abadesa de Tawney, en Tirerrill.
En Cavan, estableció un monasterio en Drom Benen (cerro de Benan), hoy Drumbannon. Otros monasterios estaban en cill benen (iglesia de Benan), hoy Kilbonane, Cork occidental.